# Берег (село)
Берег (на сръбски: Берег) е село в Босна и Херцеговина, разположено в община Соколац, в ентитета на Република Сръбска. Намира се на 1020 метра надморска височина. Населението му според преброяването през 2013 г. е 2 души, от тях: 2 (100 %) сърби.

## Население
Численост на населението според преброяванията през годините:
- 1961 – 179 души
- 1971 – 142 души
- 1981 – 105 души
- 1991 – 51 души
- 2013 – 2 души